# Leptomeria cunninghamii
Leptomeria cunninghamii är en tvåhjärtbladig växtart som beskrevs av Friedrich Anton Wilhelm Miquel. Leptomeria cunninghamii ingår i släktet Leptomeria och familjen Amphorogynaceae. Inga underarter finns listade i Catalogue of Life.